# Ruth Rissing-van Saan
Ruth Rissing-van Saan (* 25. Januar 1946 in Neuss) ist eine deutsche Juristin und war Vorsitzende Richterin am Bundesgerichtshof.

## Leben
Ruth Rissing-van Saan besuchte zunächst eine Klosterschule in Neuss. Sie begann 1966 das Studium der Rechtswissenschaften an der Ruhr-Universität Bochum. Nach dem Abschluss des Studiums, dem Referendariat und nachdem sie promoviert hatte, begann sie ihre Karriere in der Justiz. Nachdem sie als Richterin auf Probe am Amts- und am Landgericht Bochum tätig gewesen war, wurde sie 1975 zur Richterin auf Lebenszeit ernannt. 1988 wurde sie zur Richterin am Bundesgerichtshof ernannt; 2002 übernahm sie den Vorsitz des 2. Strafsenats. Am 31. Januar 2011 trat Rissing-von Saan bei Erreichen der Altersgrenze in den Ruhestand.
2008 wurde Frau Rissing-van Saan zur Honorarprofessorin an der Universität Bochum berufen. Sie ist Mitherausgeberin des Leipziger Kommentars zum Strafgesetzbuch. Rissing-van Saan ist Mitglied des Stiftungsrats der Deutschen Palliativ-Stiftung. Sie ist zudem Vorsitzende des Bildungswerks Die Hegge im Warburger Land.

## Rechtsprechung
Der von ihr geleitete Senat des Bundesgerichtshofes fällte unter anderem die letztinstanzliche Entscheidung in dem Verfahren gegen den „Kannibalen von Rotenburg“ (BGHSt 50, 80), im Siemens-Korruptionsskandal und urteilte 2009, dass leitende Redakteure des öffentlich-rechtlichen Rundfunks Amtsträger seien. Aufsehen erregte 2008 auch das Urteil wegen Mordes an einem Insassen der Justizvollzugsanstalt Siegburg durch Mitgefangene. Der von ihr geführte Senat des BGH erließ am 25. Juni 2010 eine wichtige Entscheidung zu einer durch (mutmaßliche) Einwilligung gerechtfertigten Sterbehilfe beim Behandlungsabbruch im Fall eines tödlichen Krankheitsverlaufs („Fall Putz“).

## Auszeichnungen
Für ihre maßgebliche Beteiligung an der für die Palliativmedizin wegweisenden Rechtsprechung (Urteil zum sog. „gerechtfertigten Behandlungsabbruch“ (BGHSt 55, 191)) wurde Ruth Rissing-van Saan im Dezember 2017 in Halle (Saale) mit dem Heinrich-Pera-Preis ausgezeichnet. Der Preis wird seit 2016 vom Hospiz- und Palliativzentrum Heinrich Pera, einem Zusammenschluss der drei Einrichtungen Hospiz Halle am St. Elisabeth-Krankenhaus gGmbH, Elisabeth Mobil und Krankenhaus St. Elisabeth und St. Barbara Halle (Saale) GmbH, vergeben. Mit der Verleihung des Preises ehren die Partner des Zentrums Menschen, die sich in besonderer Weise um die Förderung des Hospiz- und Palliativgedankens und dessen Entwicklung, Stärkung und Verankerung im Bewusstsein der Gesellschaft verdient gemacht haben.

## Veröffentlichungen
- Ruth Rissing-van Saan, Ruth Rissing-van Saan (autobiographischer Aufsatz), in: Die deutschsprachige Strafrechtswissenschaft in Selbstdarstellungen, Band 2, 2021, ISBN 978-3-11-070291-0, S. 355–394